# Clatonia (Nebraska)
Clatonia – wieś w Stanach Zjednoczonych, w stanie Nebraska, w hrabstwie Gage.